# Mike Stern
Mike Stern (født Mike Sedgwick; 10. januar, 1953) er en amerikansk jazzguitarist. Han spillede i nogle år sammen med Blood, Sweat & Tears og fik sit gennembrud i sit samarbejde med Miles Davis i årene 1981 til 1983 og igen i 1985. Han har derudover skabt sig en betydelig solokarriere.

## Diskografi som leder
- Neesh (1983)
- Upside Downside (1986)
- Time in Place (1988)
- Jigsaw (1989)
- Odds or Evens (1991)
- Standards and Other Songs (1992)
- Is What It Is (1994)
- Between the Lines (1996)
- Give and Take (1997)
- Play (1999)
- Voices (2001)
- These Times (2004)
- Who Let the Cats Out? (2006)
- Big Neighborhood (2009)
- All Over the Place (2012)